# سعید بیگی
سعید بیگی (فارسی: سعید بیگی؛ زادهٔ ۱ نوامبر ۱۹۷۹) بازیکن فوتبال اهل ایران است.
از باشگاه‌هایی که در آن بازی کرده‌است می‌توان به باشگاه فوتبال استقلال تهران اشاره کرد.